# Jednotková koule
Jednotková koule je množina bodů, jejichž vzdálenost od počátku je menší nebo rovna 1. Jednotková sféra je množina bodů vzdálených přesně 1 od počátku.
Protože každou sféru nebo kouli lze posunutím a zvětšením převést na jednotkovou kouli; takže je možné studovat konkrétní jednotkovou kouli/sféru místo obecné koule/sféry.